# 샤오팡팡
소방방(샤오팡팡, 정체: 蕭芳芳 간체: 萧芳芳 병음: Xiāo Fāng fāng, 영문명: Josephine Siao, 1947년 3월 13일 ~ )은 홍콩의 실력파 중견 영화배우이다.

## 이력
중화민국 상하이에서 출생하였으며 지난날 한때 일가족과 함께 중화인민공화국 장쑤 성 쑤저우에서 잠시 유아기를 보낸 적이 있는 그녀는 5세 시절 일가족과 홍콩으로 이주하였고 1954년 《소성루》(小星淚)로 데뷔한 이래 200편 가까운 영화에 출연하였다. 《여인사십》으로 베를린국제영화제 은곰상을 비롯하여 금마장, 금상장 등 연기상을 휩쓸었다.

## 출연작
- 소성루(小星淚) (1954년)
- 신 정무문 2 (1992년)
- 방세옥 (1993년)
- 여인사십 (1995년)
- 호도문 (1996년)
- 방세옥2

## 수상 기록
- 《여인사십》으로 홍콩 금상장 금자형장, 대만 금마장 여우주연상 수상
- 《여인사십》으로 베를린국제영화제 은곰상 수상
- 《여인사십》으로 대만 금마장
- 《不是冤家不聚頭》홍콩 금상장 여우주연상 수상

## 같이 보기
- 친샹린
- 린칭샤